# Pistoia Basket 2012-2013
La stagione 2012-2013 del Pistoia Basket 2000 ha visto la partecipazione della squadra alla Legadue 2012-2013. La squadra, allenata da Paolo Moretti, ha conquistato la promozione in Serie A.

## Roster
|      | Foto | Naz.                   | Ruolo        | Nome             | Anno | Altezza |
| ---- | ---- | ---------------------- | ------------ | ---------------- | ---- | ------- |
| 6    |      | Italia (bandiera)      | Playmaker    | Guido Meini      | 1979 | 188     |
| 8    |      | Italia (bandiera)      | Ala/Pivot    | Fiorello Toppo   | 1980 | 198     |
| 9    |      | Italia (bandiera)      | Pivot        | Jacopo Borra     | 1990 | 215     |
| 10   |      | Italia (bandiera)      | Ala/Pivot    | Giacomo Galanda  | 1975 | 210     |
| 11   |      | Panama (bandiera)      | Ala          | Michael Hicks    | 1976 | 195     |
| 13   |      | Italia (bandiera)      | Guardia/Ala  | Riccardo Cortese | 1986 | 197     |
| 15   |      | Italia (bandiera)      | Playmaker    | Lorenzo Saccaggi | 1992 | 187     |
| 20   |      | Italia (bandiera)      | Play/Guardia | Roberto Rullo    | 1990 | 193     |
| 22   |      | Stati Uniti (bandiera) | Guardia      | Antonio Graves   | 1985 | 191     |
| All. |      | Italia (bandiera)      | Allenatore   | Paolo Moretti    | 1970 |         |

## Statistiche Campionato 2012/2013
- Guido Meini = 4,9 punti, 2,1 assist, 36,7% da tre in 28,1 minuti di media
- Fiorello Toppo = 9,6 punti, 7,7 rimbalzi, 58,0% da due in 28,1 minuti di media
- Jacopo Borra = 3,9 punti, 3,5 rimbalzi, 53,3% da due in 12,3 minuti di media
- Giacomo Galanda = 10,3 punti, 4,8 rimbalzi, 37,4% da tre in 21,9 minuti di media
- Michael Hicks = 17,4 punti, 6,0 rimbalzi, 36,4% da tre in 29,5 minuti di media
- Riccardo Cortese = 10,7 punti, 1,6 recuperi, 31,5% da tre in 26,3 minuti di media
- Lorenzo Saccaggi = 4,0 punti, 1,2 assist, 30,8% da tre in 19,8 minuti di media
- Diego Fajardo = 8,5 punti, 6,5 rimbalzi, 71,4% da due in 19,0 minuti di media
- Roberto Rullo = 4,5 punti, 1,2 assist, 87,5% ai tiri liberi in 20,0 minuti di media
- Antonio Graves = 16,3 punti, 1,9 assist, 42,3% da tre in 31,0 minuti di media